# Malacocephalus occidentalis
El abámbolo o granadero carapacho (Malacocephalus occidentalis) es una especie de pez de la familia Macrouridae en el orden de los Gadiformes.

## Morfología
Los machos pueden llegar alcanzar los 45 cm de longitud total.

## Alimentación
Come crustáceos pelágicos.

## Hábitat
Es un pez de aguas profundas que vive entre 140-1945 m de profundidad.

## Distribución geográfica
Se encuentra en las aguas  tropicales y cálidas del Océano Atlántico.